# Милтон Паласио
Милтон Паласио (енгл. Milton S. Palacio; Лос Анђелес, 7. фебруар 1978) је бивши амерички кошаркаш. Играо је на позицији плејмејкера. Родитељи су му пореклом са Белизеа, чије држављанство и поседује.

## Каријера

### Америка
Једну годину је провео на Мидленд колеџу, одакле се преместио на Колорадо Стејт где је за три године имао просек од 12,1 поена, 4,2 скока и 4,8 асистенција. Није изабран на НБА драфту 1999. године али је успео да потпише НБА уговор са Ванкувер гризлисима. У својој првој сезони је играо просечно само седам минута по утакмици, уз учинак од два поена и један скок, те је следећег лета постао слободан агент.
Успео је потпише десетодневни уговор са Бостон селтиксима, а онда се 28. децембра 2000. године догодио најсветлији тренутак у његовој НБА каријери. Погодио је за Селтиксе у последњој секунди за победу против Њу Џерзија. Овај погодак му је обезбедио још годину и по дана међу Селтиксима, а затим су уследили Финикс, Кливленд, Торонто и Јута. У сезони 2004/05. коју је провео у Торонту био је други асистент тима (279). Најбољу НБА сезону одиграо је 2005/06. у дресу Јуте, за коју је на 71 мечу (18 као стартер) остварио просек од 6,2 поена и 2,7 асистенција, укључујући и рекорд каријере од 20 кошева у дуелу с Хјустоном.

### Партизан
У августу 2007. почео је своју европску каријеру потписивањем уговора са Партизаном. Са Партизаном је освојио Јадранску лигу, Куп Радивоја Кораћа и првенство Србије, а "црно-бели" су били и надомак фајнал-фора Евролиге, али су у четвртфиналу елиминисани од Саски Басконије која је тада имала јак тим који су предводили Пабло Приђони, Игор Ракочевић, Мирза Телетовић, Тијаго Сплитер...
Паласио је предводио Партизан у Евролиги у месецу марту са просеком од скоро 19 поена када су у Топ 16 фази од скора 0-2 дошли до 4-2 и пласмана у четвртфинале. Био је сјајан прво против Монтепаскија (26 поена, индекс 33), а посебно у одлучујућој утакмици против првака Европе Панатинаикоса, када је у последњој четвртини преузео ствар у своје руке и постигао неке одлучујуће кошеве. Утакмицу је завршио као најефикаснији са 24 поена да би потом од стране Евролиге био проглашен за играча месеца.

### Каснији ангажмани
У сезони 2008/09. је наступао за Химки, али тамо није пружао ни приближно добре игра као у Партизану. Пред сезону 2009/10. је поново потписао за београдске црно-беле, међутим после доста одлагања због разних правних и здравствених проблема, на крају се ипак одустало од његовог ангажовања.
Почетком 2010. године ангажовала га је Кавала са којом је успео да избегне испадање из лиге. После тога, почетком маја 2010. пред почетак плеј-офа потписује за Саски Басконију до краја сезоне са којом осваја титулу у Шпанији победом од 3:0 над тадашњим европским шампионом Барселоном.
У сезони 2010/11. десио се сличан сценарио, играо је за Кавалу, а у плеј-офу се поново прикључио екипи Басконије, само је овога пута титула изостала. Сезону 2011/12. је провео у екипи Обрадоира да би током лета 2012. играо у Порторику за Пиратас де Кебрадиљас. Своју последњу сезону у каријери је почео у екипи Бнеи Хашарона а завршио у екипи Лијетувос ритаса.

## Тренерска каријера
Тренерску каријеру започео је 2013. године радећи као директор за развој играча на Универзитету Ајдахо. Након тога је као главни тренер водио канадски клуб Дурам јунајтед (2016–17), а током 2018. је као селектор водио кошаркашку репрезентацију Белизеа у квалификацијама за ФИБА АмериКуп. У септембру 2018. је почео да ради као помоћни тренер Лонг Ајленд нетса, екипе која игра у НБА развојној лиги.

## Успеси

### Клупски
- Партизан:
  - Првенство Србије (1): 2007/08.
  - Јадранска лига (1): 2007/08.
  - Куп Радивоја Кораћа (1): 2008.
- Саски Басконија:
  - Првенство Шпаније (1): 2009/10.